# Phoraspis brachytaenia
Phoraspis brachytaenia är en kackerlacksart som beskrevs av Morgan Hebard 1921. Phoraspis brachytaenia ingår i släktet Phoraspis och familjen jättekackerlackor. Inga underarter finns listade i Catalogue of Life.